# Stazione di Kami-Fukuoka
La stazione di Kami-Fukuoka (上福岡駅?, Kami-Fukuoka-eki) è una stazione ferroviaria situata nella città di Fujimino della prefettura di Saitama, in Giappone, ed è servita dalla linea Tōbu Tōjō delle Ferrovie Tōbu.

## Linee
Ferrovie Tōbu
● Linea Tōbu Tōjō

## Struttura
La stazione è dotata di un marciapiede a isola con due binari passanti in superficie.
| 1 | ● Linea Tōbu Tōjō | per Kawagoe, Sakado, Shinrinkōen e Ogawamachi |
| 2 | ● Linea Tōbu Tōjō | per Wakōshi, Narimasu e Ikebukuro via Linea Yurakucho per Shin-Kiba via Linea Fukutoshin per Shibuya, via linea Tōkyū Tōyoko per Yokohama e, via linea Minatomirai per Motomachi-Chūkagai |

## Stazioni adiacenti
| «               | Servizio        | »               |
| Linea Tōbu Tōjō | Linea Tōbu Tōjō | Linea Tōbu Tōjō |
| --------------- | --------------- | --------------- |
| Fujimino        | Locale          | Shingashi       |
| Fujimino        | Semiespresso    | Shingashi       |
| Fujimino        | Rap. pendolari  | Shingashi       |
| Transito        | Rapido          | Transito        |
| Transito        | Espresso        | Transito        |
| Transito        | Rap. espresso   | Transito        |
| Transito        | TJ Liner        | Transito        |